# Copa namibiana de futbol
La Copa namibiana de futbol (NFA-Cup, Namibia Football Association-Cup, oficialment Bidvest Namibia Cup) és la màxima competició futbolística per eliminatòries de Namíbia.

## Historial
Font:
Mainstay Cup
- 1977: Ramblers Windhoek
- 1978: Orlando Pirates SC
- 1979: Orlando Pirates SC
- 1980: African Stars FC
- 1981: African Stars FC
- 1982: Black Africa FC
- 1983: Black Africa FC
- 1984: African Stars FC
- 1985: Ramblers Windhoek
- 1986: African Stars FC
- 1987: Black Africa FC
- 1988: Young Ones FC
- 1989: Black Africa FC
- 1990: Orlando Pirates SC

NFA Cup
- 1990: Black Africa FC
- 1991: Chief Santos FC
- 1992: Liverpool Okahandja
- 1993: Black Africa FC
- 1994: Blue Waters FC
- 1995: Tigers Windhoek
- 1996: Tigers Windhoek
- 1997: no es disputà
- 1998: Chief Santos FC
- 1999: Chief Santos FC
- 2000: Chief Santos FC
- 2001: no es disputà
- 2002: Orlando Pirates SC
- 2003: FC Civics
- 2004: Black Africa FC
- 2005: Ramblers Windhoek
- 2006: Orlando Pirates SC
- 2007: African Stars FC
- 2008: FC Civics
- 2009: Orlando Pirates SC
- 2010: African Stars FC
- 2011: Eleven Arrows FC
- 2012: no es disputà
- 2013: African Stars FC
- 2014: African Stars FC
- 2015: Tigers Windhoek
- 2016: no es disputà
- 2017: Young African FC[2]
- 2018: African Stars FC[3]
- 2019: no es disputà
- 2020: no es disputà